# 新亞歷山德里夫卡 (貝雷茲內胡瓦泰市鎮)
47°25′41″N 33°6′3″E / 47.42806°N 33.10083°E
新亞歷山德里夫卡（烏克蘭語：Новоолександрівка），是烏克蘭的村落，位於該國南部尼古拉耶夫州，由巴什坦卡區的贝雷兹内胡瓦泰市镇負責管轄，始建於1914年，面積0.8平方公里，海拔高度79米，2001年人口116，人口密度每平方公里145人。